# 张廷琦
张廷琦，奉天锦州(辽宁锦州)人，是一名清朝政治人物。贡生出身。
张廷琦曾于1648年接替潘必镜任华亭县知县一职，1649年由廖志奎接任。